# Pristimantis omeviridis
Pristimantis omeviridis es una especie de anfibio anuro de la familia Craugastoridae.

## Distribución geográfica
Esta especie se encuentra en Ecuador en las provincias de Orellana y Napo y en Perú en la región de Loreto entre los 154 y 382 m sobre el nivel del mar. Su presencia es incierta en Brasil.

## Descripción
Los machos miden de 17 a 23 mm y las hembras de 26 a 31 mm.

## Publicación original
- Ortega-Andrade, Rojas-Soto, Valencia, Espinosa de los Monteros, Morrone, Ron & Cannatella, 2015: Insights from integrative systematics reveal cryptic diversity in Pristimantis frogs (Anura: Craugastoridae) from the Upper Amazon Basin. PLOS ONE, vol. 10, n.º 11, e0143392, p. 1–43[2]